# Securidaca micheliana
Securidaca micheliana är en jungfrulinsväxtart som beskrevs av Chod.. Securidaca micheliana ingår i släktet Securidaca och familjen jungfrulinsväxter. Inga underarter finns listade i Catalogue of Life.